# Edelmis Anoceto Vega
Edelmis Anoceto Vega (Santa Clara (Cuba), 23 de mayo de 1968) es un poeta, traductor literario y editor cubano. Licenciado en Lengua y Literatura Inglesa por la Universidad de La Habana en 1994. Miembro de la UNEAC (Unión de Escritores y Artistas de Cuba). Su obra se caracteriza por la alternancia de las estrofas clásicas (soneto y décima) y el verso libre, con apropiaciones muy particulares de los temas clásicos latinos, usados como pretextos para abordar asuntos de actualidad de forma alegórica. En sus poemas también son frecuentes los cuestionamientos existenciales del hombre, así como la propia creación poética, la religión y la relación nostálgica del ser con el pasado.

## Obra
- Cantos del bajo delta (poesía). Santa Clara: Sed de Belleza, 1998.
- Mortgana (poesía). La Habana: abril, 2002. Premio Calendario (2000).
- Imago Mundi (poesía). Cienfuegos: Mecenas, 2002. Premio Girasol Sediento (2001).
- La cólera de Aquiles (décima). Santa Clara: Capiro, 2005
- La cosecha y el incendio (poesía). La Habana: Orto, Granma, 2006. Premio Manuel Navarro Luna (2005).
- Desertor del cielo (poesía). Pinar del Río: Loynaz, 2007. Premio Hermanos Loynaz (2006).[2]
- El sueño eterno (décima). Holguín: Holguín, 2008. Premio Ciudad de Holguín (2007).

## Antologías
- Los parques (poemas). La Habana: Mecenas, y Reina del mar, 2001.
- Antología de la poesía cósmica cubana (poema). México: Editorial del Frente Hispanista, 2003.
- Yo he visto un cangrejo arando (poema). Santa Clara: Capiro, 2004.
- Rapsodia para el Che (poema). Santa Clara: Capiro, 2005.
- El poeta eres tú (poema). La Habana: Letras Cubanas, 2007.

## Traducciones
- «Dos poetas norteamericanos», traducción y nota publicada en el suplemento cultural Huella, del diario Vanguardia (Santa Clara), 1998.
- De todas las almas creadas, de Emily Dickinson. Santa Clara: Sed de Belleza, 1998.
- «Nuevos poetas norteamericanos» (poemas), en revista Umbral, Santa Clara, 2002.
- A una alondra y otros poemas, de Percy B. Shelley. Santa Clara: Sed de Belleza, 2002.
- Poemas agrestes, de Robert Frost, selección de poemas y prólogo. Santa Clara: Sed de Belleza, 2008.